# Half-Life 2: Episode Two
Half-life 2: Episode Two is het vervolg op Half-Life 2: Episode One, onderdeel van de reeks Half-Life 2, ontwikkeld door Valve Software Corporation.
Deze episode is uitgebracht als onderdeel van het The Orange Box, dat ook Half-Life 2, Half-Life 2: Episode One, Portal en Team Fortress 2 bevat. Voor de pc en Xbox 360 is deze uitgebracht op 12 oktober 2007 (10 oktober in Noord-Amerika). De versie voor de PlayStation 3 is later in december verschenen. Het spel is los te verkrijgen via Steam.

## Het verhaal
Aan het einde van Half-Life 2: Episode One explodeerde The Citadel met daarbij City 17, terwijl Gordon Freeman en Alyx Vance ontsnappen per trein. Echter door de kracht van de explosie stort een spoorbrug, waarover de trein rijdt, naar beneden. Als een bijna letterlijke cliffhanger zag men Alyx bungelen, echter bij aanvang Episode Two, is juist Alyx degene die Gordon bevrijdt uit de treinwagon waarin hij vastzit.
Na deze explosie blijkt dat de Combine op de plek waar The Citadel stond bezig zijn om een superportaal te openen om massaal versterkingen te laten aanrukken. Het sleutelelement in het verhaal is dat Alyx en Gordon een geheugenmodule hebben meegenomen, met daarop informatie om deze portaal weer te kunnen sluiten.
Nadat Gordon uit het treinwrak is geklommen gaat hij samen met Alyx op weg naar White Forest, waar Isaac Kleiner en Eli Vance zich bevinden om de geheugenmodule te brengen. Terwijl beide onderweg zijn wordt Alyx dodelijk verwond door een Hunter van de Combine. Na deze aanval verschijnt er een Vortigaunt die Alyx meeneemt naar verlaten ondergrondse ruimte, met als doel om haar te genezen met behulp van speciale krachten van de Vortigaunts. Om haar te genezen hebben de Vortigaunts een substantie nodig van de larve van een Antlion.
Gordon gaat daarna samen met een vortigaunt op pad in de kolonie van de antlions om het extract te zoeken. Terwijl de Vortigaunts bezig zijn om Alyx te genezen, verschijnt de G-Man aan Gordon. Die vertelt Gordon dat Alyx een belangrijke rol nog moet vervullen en dat ze een boodschap moet overbrengen aan haar vader Eli Vance om zich voor te bereiden voor onvoorziene gevolgen (Unforeseen Consequences is het tweede hoofdstuk van het oorspronkelijke Half-Life, op het moment dat er een resonance cascade plaatsvindt).
Na de genezing van Alyx gaat ze samen met Gordon en een Vortigaunt naar de oppervlakte om op weg te gaan naar White Forest, waarbij men in groten getale Combine in dezelfde richting ziet voorbijtrekken. Na een confrontatie met de Antlion guardian, die nog woest is vanwege het verstoren van de kolonie Antlions (om de substantie te verkrijgen), vinden Gordon en Alyx een nog werkende auto. Hiermee gaan ze op weg naar White Forest, na afscheid te hebben genomen van de Vortigaunt. Na vele schermutselingen met de Combine komen ze een Combine Advisor tegen, welke probeert Gordon en Alyx aan te vallen, maar gewond vlucht.
Uiteindelijk bereiken ze de basis in White Forest en worden ze herenigd met Dog, Isaac Kleiner en Eli Vance en ontmoeten ze Dr. Arne Magnusson. Magnusson werkt aan een raket die gebruikt moet worden, met behulp van de gegevens van de geheugenmodule van Alyx, om de portaal van de Combine te sluiten. Terwijl de lancering wordt voorbereid, probeert de Combine met een invasie in de basis de lancering tegen te houden. Nadat Gordon deze aanval heeft afgeslagen, bekijken ze het bericht van Judith Mossman, wat afkomstig van de geheugenmodule. Hieruit blijkt dat een legendarisch onderzoeksschip Borealis, welke was verdwenen, ingevroren ligt op de noordpool. Zonder dat Gordon te weten krijgt waarom dit schip zo belangrijk is, vindt Dr. Kleiner dat het schip van onschatbare waarde is, terwijl Eli Vance het liever vernietigd ziet worden.
Terwijl de opgenomen transmissie eindigt verschijnt een vaag beeld van G-Man op het beeldscherm. Bijna als een robot geprogrammeerd vertelt Alyx de boodschap van G-Man aan Eli. Hierop schrikt Eli zodanig, en vertelt hij aan Gordon dat hij G-Man ook kent, en dat G-Man exact dezelfde boodschap had vlak voor het Black Mesa incident. Hij herhaalt dat het van vitaal belang is om de Borealis te vernietigen.
Terwijl de lancering in voorbereiding is wordt White Forest aangevallen door een groot aantal Striders en Hunters. Met behulp van The Magnusson Device weet Gordon deze Striders te verslaan. Hierna wordt de raket gelanceerd en wordt de portaal gesloten. Daarna gaan Gordon, Alyx en Eli naar een helikopter om te vertrekken naar de Borealis, echter worden ze aangevallen door twee Combine Advisors. Eli Vance probeert de Advisors af te slaan door ze met een pijp aan te vallen, maar hij wordt gegrepen en door het inbrengen van een "tentakel" in zijn nek gedood. Net daarna komt dog,te laat maar nog net op tijd om Gordon en Alyx te redden. Episode Two eindigt met Alyx in tranen,haar vader omhelzend en zeggende 'please don't leave me...'

## Aanvullingen ten opzichte van Episode One
- Toevoeging van de Hunter als tegenstander, wat als een kleine variant wordt gezien van de Strider.
- Een nieuw wapen, The Magnusson Device (tijdens de ontwikkeling van het spel bekend als de Strider Buster) waarmee energie uit een Strider kan worden gehaald waardoor deze eenvoudiger te verslaan zijn.
- Een tweepersoons-hotrod.
- Verbetering van de AI

Het hoofdpersonage, Gordon Freeman, wordt weer vergezeld door Alyx Vance en door Vortigaunts, buitenaardse wezens, waarmee al kennis werd gemaakt - in vijandelijke vorm - in de oorspronkelijke Half-Life, maar als medestander in de vorige spellen van de Half-Life 2-reeks.

## Link Tussen Half-life en Portal
De Borealis, het ship dat getoond wordt in het bericht van Judith Mossman is eigendom van Aperture Science, bekend van Portal en Portal 2. Het dok van dit schip kan gezien worden in portal 2 wanneer de speler zich in het oud gedeelte (helemaal beneden) van Aperture Science bevindt.

## Platform
| Jaar | Platform                                |
| ---- | --------------------------------------- |
| 2007 | Windows, Steam, Xbox 360, PlayStation 3 |
| 2010 | Mac OS X                                |
| 2013 | Linux (beta)                            |

## Ontvangst
| Beoordeeld door                | Jaar | Platform | Score |
| ------------------------------ | ---- | -------- | ----- |
| Worth Playing                  | 2007 | Windows  | 97%   |
| IGN                            | 2007 | Windows  | 94%   |
| Pelit                          | 2007 | Windows  | 93%   |
| GamesCollection                | 2008 | Windows  | 90%   |
| Gamernode                      | 2007 | Windows  | 90%   |
| 4Players.de                    | 2007 | Windows  | 90%   |
| Gaming since 198x              | 2007 | Windows  | 80%   |
| Tap-Repeatedly/Four Fat Chicks | 2007 | Windows  | 80%   |
| Absolute Games (AG.ru)         | 2007 | Windows  | 79%   |
| Macworld                       | 2010 | OS X     | 70%   |